# Fifty-Sixty
"Fifty-Sixty" (tên gốc: Cinquante-Soixante, Sexy Soixante) là đĩa đơn thứ hai của Alizée trong album studio thứ ba, Psychédélices. Nó cũng là track đầu tiên bị rò rỉ qua mạng Internet.

## Nhạc và lời
Phần nhạc được soạn bởi chồng của Alizée, Jérémy Chatelain, lời bài hát cũng viết bởi anh với sự hợp tác của Jean Fauque. Hợp âm được phối theo chuẩn tiến lên i - bVI - bIII - bVII. Phần nhạc có rất nhiều hiệu ứng máy tính, hoàn toàn không có gì liên quan đến điện tử.

## Video Clip
Video được phát hành dưới dạng trắng đen, nó được phát hành vào tháng 5, 2008. Đạo diễn của đoạn video là Yanick Saillet. Clip nói về Alizée và bạn của cô may những bộ đầm đẹp và hiện đại, hát hò và chung vui.
There exist also two official music videos remix released also in 2008, but never aired on TV channels.

## Biểu diễn
Alizée lần đầu tiên hát bài này tại Strasbourg, Pháp ở trạm thu sóng W9. Alizée sử dụng một cái loa lớn khi đang hát.

## Phổ biến trên Internet
Trong phóng sự với Alizée, một thành viên trong đoàn làm phim đã phát tán đoạn clip mà không xin phép. Clip đã có mặt trên YouTube, Wat.tv, và DailyMotion cũng như các phương tiện truyền thông Internet khác của hè năm 2007. Alizée nói rằng đoạn clip này chưa phải là chính thức. Tuy vậy, phiên bản chính thức của cô có một chút khác biệt so với bản bị rò rỉ.

## Biểu đồ
| Quốc gia                            | Vị trí xếp thứ |
| ----------------------------------- | -------------- |
| México Top 100 Singles Chart        | 65             |
| Mexican Top 100 Digital Sales Chart | 39             |
| Mtv latinoamerica                   | 1              |

## Dẫn chứng
1. ↑  "Mexican Singles Chart". Bản gốc lưu trữ ngày 19 tháng 6 năm 2008. Truy cập ngày 19 tháng 6 năm 2009.
2. ↑  "Mexican Digital Sales Chart". Bản gốc lưu trữ ngày 23 tháng 4 năm 2008. Truy cập ngày 19 tháng 6 năm 2009.
3. ↑  Mtv latinoamerica